# Forest Hills

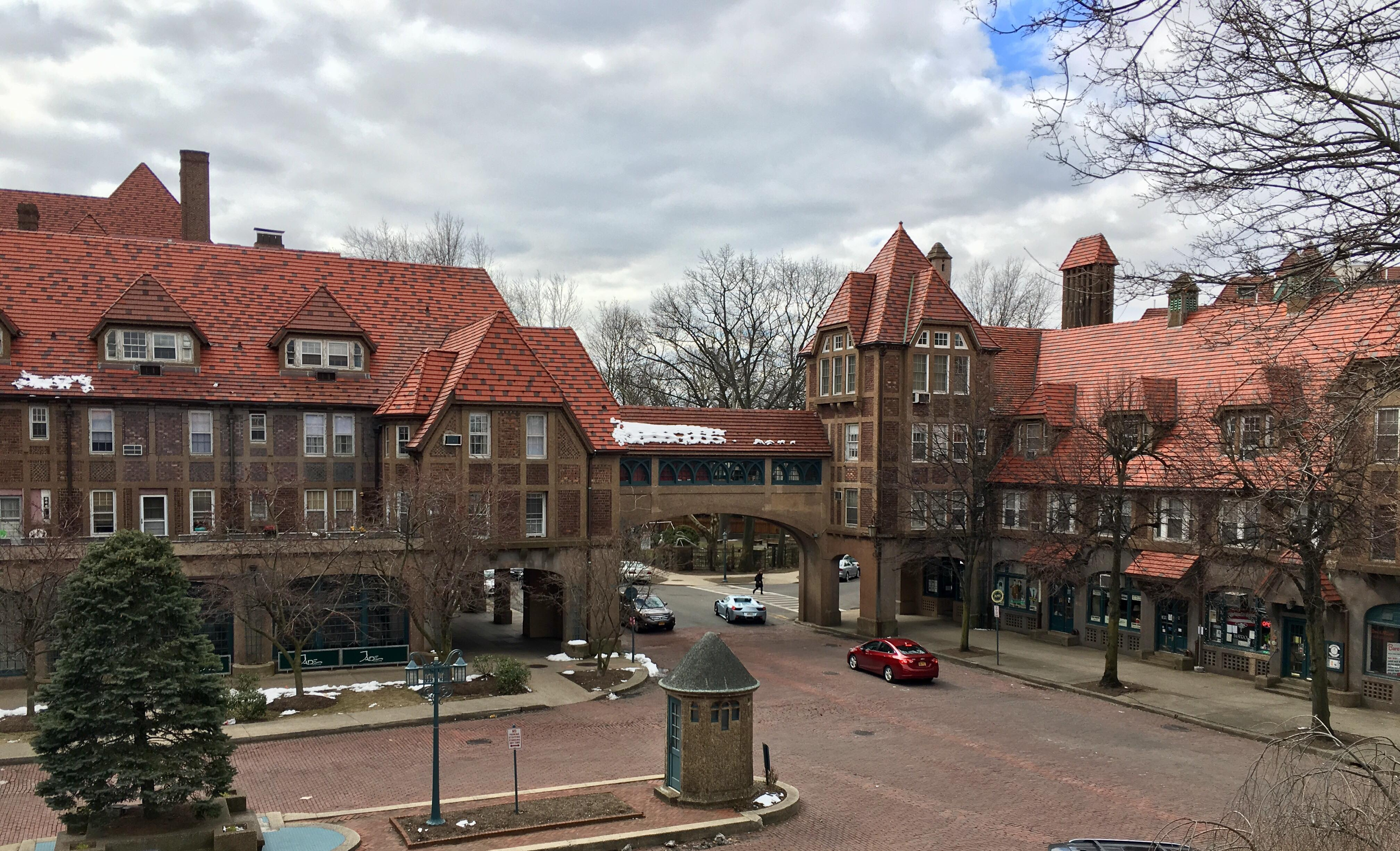
Forest Hills station Square (LIRR)

Forest Hills ist ein Stadtteil von Queens, einem der fünf Stadtbezirke von New York City. Laut United States Census 2020 hat Forest Hills eine Einwohnerzahl von 88.965 und nimmt eine Fläche von 5,39 km² ein.
Forest Hills ist Teil des Queens Community District 6, hat die Postleitzahl 11375 und gehört zum 112. Bezirk des New Yorker Polizeidepartements. Kommunalpolitisch wird der Stadtteil durch den 29. Bezirk des New York City Council vertreten.

## Geografie

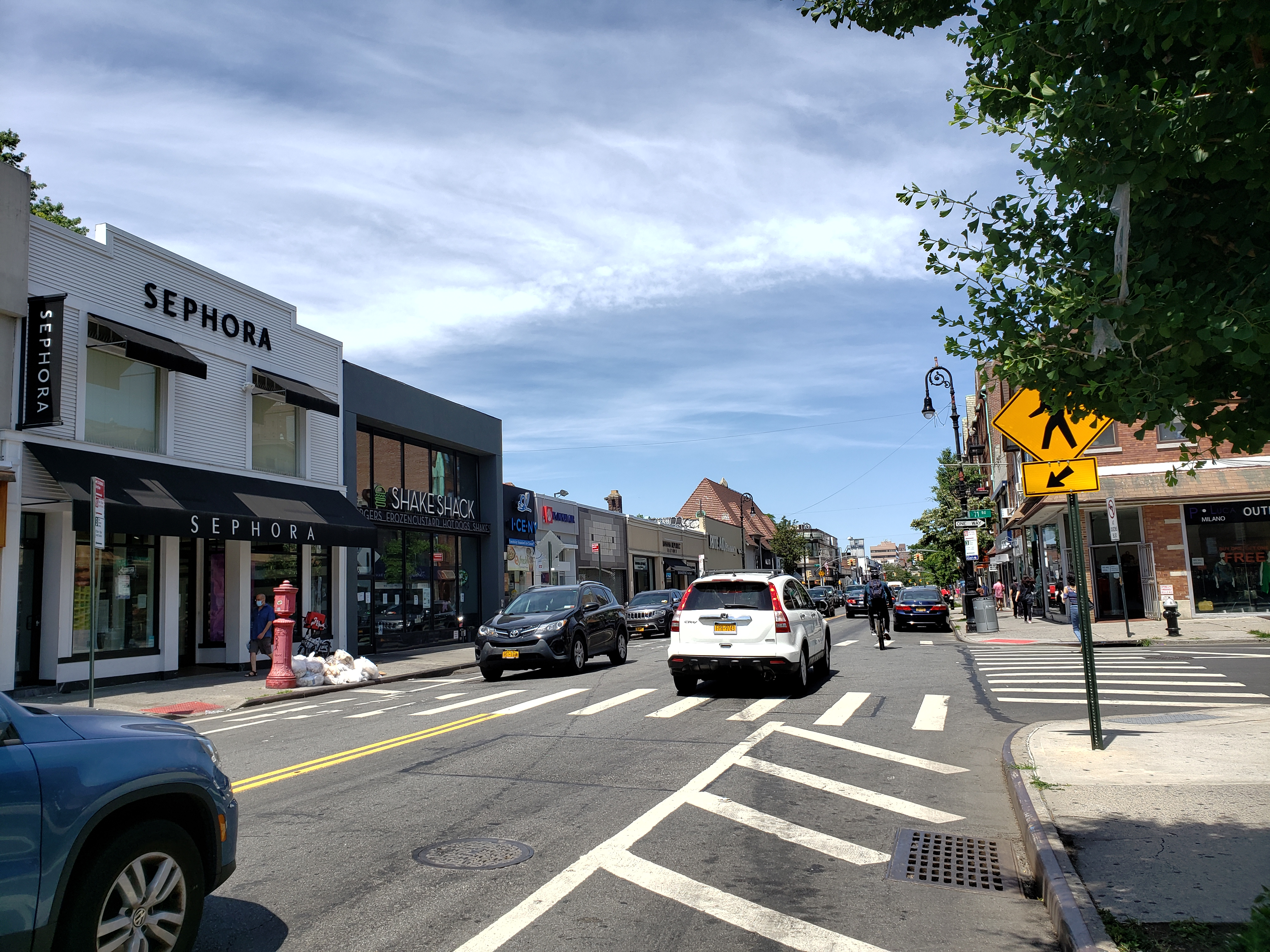
Austin Street

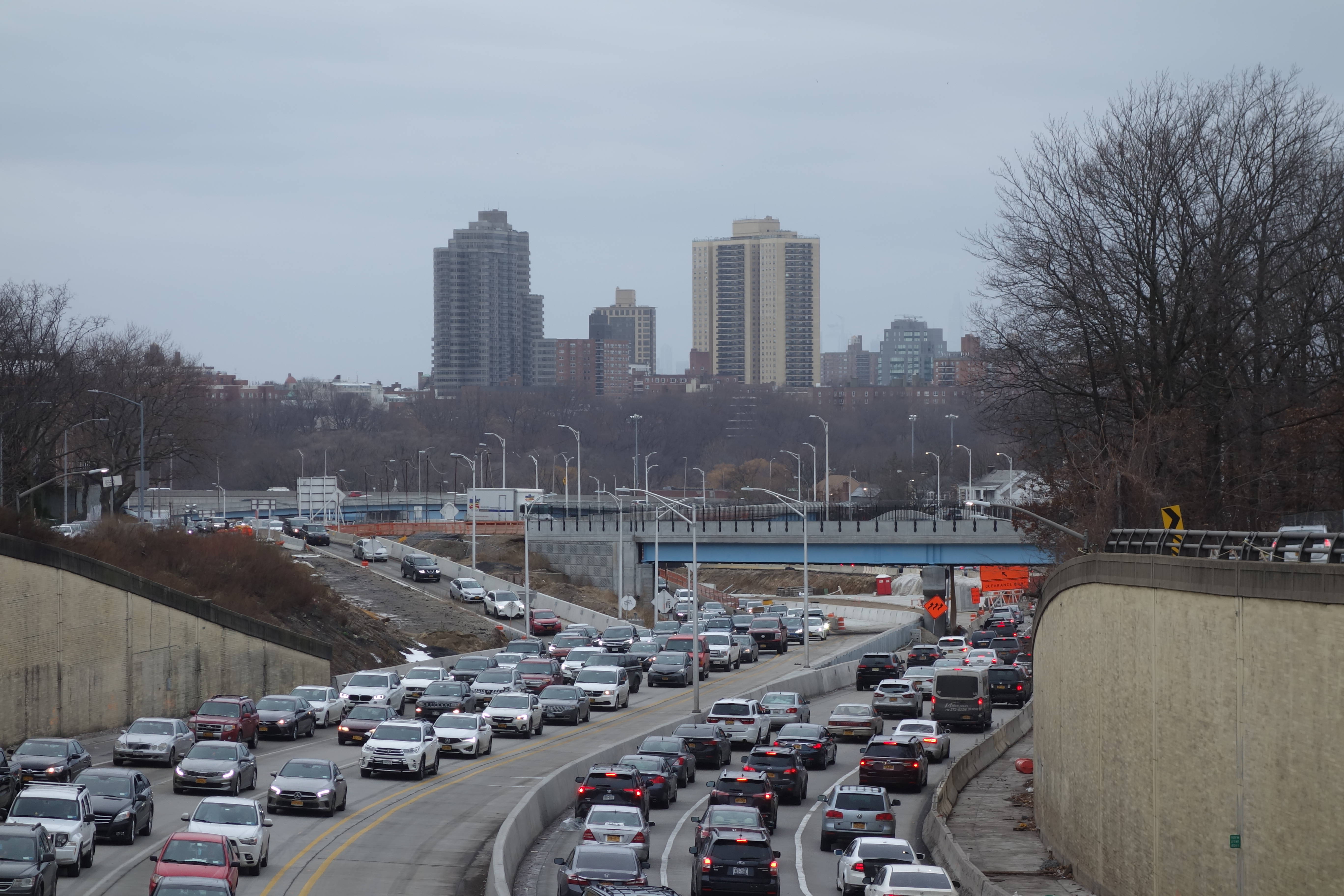
Grand Central Parkway mit Blick auf die Skyline von Forest Hills

Forest Hills hat eine zentrale Lage in Queens und liegt westlich des Flushing Meadows Corona Parks und nördlich vom Forest Park. Angrenzende Stadtteile sind im Norden Corona, im Westen Rego Park und Glendale, im Süden Kew Gardens und im Osten jenseits vom Flushing Meadows Park Kew Gardens Hills. Forest Hills befindet sich gleichermaßen zwischen den New Yorker Flughäfen JFK International und LaGuardia Airport.

## Beschreibung
Das Gebiet wurde ursprünglich als „Whitepot“ bezeichnet. Der heutige Name stammt von der Cord Meyer Development Company, die 1906 270 ha (660 Acres) im Zentrum von Queens kaufte und nach „Forest Park“ umbenannte. Begünstigt durch den Ausbau des Queens Boulevard und die Eröffnung der Queens Boulevard Line der New York City Subway in den 1920er und 1930er Jahren wuchs Forest Hills auf seine heutige Größe an. Von 1914 bis 1978 wurden in Forest Hills die amerikanischen Meisterschaften im Tennis ausgetragen, zunächst auf Rasen, später dann auf Hartplatz. Das Forest Hills Stadium war seinerzeit ein Synonym für die US Open, so wie es Wimbledon für die englischen Tennismeisterschaften ist. Im Jahr 1978 wurde der Austragungsort der US Open nach Flushing Meadows verlegt. Die Hauptgeschäftsstraße ist die Austin Street mit vielen Restaurants und Geschäften.

## Demografie
Laut Volkszählung von 2020 hatte Forest Hills 88.965 Einwohner bei einer Einwohnerdichte von 16.505 Einwohnern pro km². Im Stadtteil lebten 41.572 (46,7 %) Weiße, 26.029 (29,3 %) Asiaten, 13.547 (15,2 %) Hispanics und Latinos, 2.588 (2,9 %) Afroamerikaner, 1.161 (1,3 %) aus anderen Ethnien und 4.068 (4,6 %) aus zwei oder mehr Ethnien.

## Verkehr
In Forest Hills befinden sich vier Stationen der Queens Boulevard Line der New York City Subway, die von den Linien E, F, M und R bedient werden.
- 67th Avenue: Linie M und Linie R
- Forest Hills–71st Avenue: Linie E, Linie F, Linie M und Linie R
- 75th Avenue: Linie E und Linie F
- Kew Gardens–Union Turnpike: Linie E und Linie F

Das Viertel hat auch zwei Long Island Rail Road (LIRR) Pendlerbahnhöfe: Forest Hills-Station und Kew Gardens-Station.
Des Weiteren verkehren in Forest Hills 20 Buslinien der MTA Regional Bus Operations, darunter die Express-Linie „BM5“ nach Manhattan.
Die Hauptverkehrsstraße ist der Queens Boulevard, der das Viertel von Nordwesten nach Südosten durchquert. Den Stadtteil erschließen weiter der Grand Central Parkway im Osten und der Jackie Robinson Parkway im Süden.

## Söhne und Töchter von Forest Hills
- Joan Shawlee (1926–1987), Schauspielerin
- Michael Landon (1936–1991), Schauspieler
- Tatiana Troyanos (1938–1993), Opernsängerin
- Art Garfunkel (* 1941), Sänger des Duos Simon and Garfunkel
- Jeff Wayne (* 1943), Komponist und Musiker
- Donna Karan (* 1948), Modedesignerin und Unternehmerin
- David Caruso (* 1956), Schauspieler
- Die Ramones (1974–1996), Punk-Band